# Adetomeris jaffueli
Adetomeris jaffueli är en fjärilsart som beskrevs av Emilio Ureta 1942. Adetomeris jaffueli ingår i släktet Adetomeris och familjen påfågelsspinnare. Inga underarter finns listade i Catalogue of Life.